# Ayllón
Ayllón è un comune spagnolo di 1 233 abitanti situato nella comunità autonoma di Castiglia e León.